# Cyprus (Romeinse provincie)
Cyprus werd een Romeinse provincia in 58 v.Chr. De annexatie van Cyprus kwam er, nadat men in Rome een weg zocht om Cato de jongere van het politieke toneel te ruimen. Volgens Strabo had Publius Clodius Pulcher, een vertrouweling van Julius Caesar, nog een eitje te pellen met de koning Ptolemaeus van Cyprus. Die had toen Clodius gevangengenomen was door zeepiraten, hen een belachelijke lage som losgeld aangeboden, Clodius vond zichzelf meer waard. Clodius liet de lex Clodia de Cypro goedkeuren, dit betekende de omvorming van Cyprus tot een Romeinse provincia en de confiscatie van alle koninklijke goederen. Cato de jongere werd aangeduid als gouverneur.  Cato bood Ptolemaeus aan, om de functie als hogepriester van Aphrodite in Paphos ter compensatie voor het verlies van zijn koningschap aan te nemen. De vernedering was te groot en Ptolemaeus pleegde zelfmoord.
Cyprus werd daarop toegevoegd aan de provincia Cilicia en zou gedurende 10 jaar bestuurd worden door proconsules van pretoriaanse rang. Zo zou Marcus Tullius Cicero aangesteld worden als pronconsul over Cilicia en Cyprus (hoewel hij zelf nooit op Cyprus schijnt te zijn geweest). Toen in 49 v.Chr. de burgeroorlog tussen Gnaius Pompeius Magnus maior en Gaius Julius Caesar uitbrak, zagen de Lagiden hun kans schoon om Cyprus te heroveren.
Marcus Antonius gaf het eiland aan Cleopatra VII en haar zuster Arsinoë IV, maar het werd opnieuw een provincia na diens nederlaag in de Slag bij Actium (31 v.Chr.) in 30 v.Chr. Cyprus zou beschouwd worden als oorlogsbuit van de Alexandrijnse oorlog en dus eigendom van Octavianus. Deze stuurde legati Augusti pro praetore naar Cyprus om haar te beheren in zijn naam. In 22 v.Chr. gaf Augustus in al zijn vrijgevigheid Cyprus terug aan de senaat en Cyprus werd daarop een aparte senatoriale provincia. Het is echter opvallend dat de kopermijnen schijnen te zijn uitgebaat door legati van Augustus (Flavius Josephus).
Tijdens de Joodse opstand van 115 tot 116 leed het eiland ernstige verliezen, waarbij het aantal gedode Griekse en Romeinse burgers op 240.000 wordt geschat. Hoewel het mogelijk is dat dit getal overdreven is, waren er weinig of geen troepen gestationeerd op het eiland om de opstand te onderdrukken toen de rebellen aan het plunderen sloegen. Nadat er troepen waren gezonden naar Cyprus en de opstand was bezworen, werd er een wet aangenomen volgens welke er geen enkele jood op Cypriotische bodem mocht landen, zelfs niet bij een scheepsramp. Het verwoeste Salamis zou door Hadrianus herbouwd worden (hoewel Cyprus de iure een "senatoriale" provincia was).
Na de hervormingen door Diocletianus werd het onder de Consularis Oriens geplaatst. Cyprus zou met de splitsing van het Romeinse Rijk overgaan in de handen van de Byzantijnse keizers.

## Referentie
- S.I. Oost, Cato Uticensis and the Annexation of Cyprus, in CPh 50 (1955), pp. 98-112.

Achaea · Alexandria et Aegyptus · Africa · Alpes Cottiae · Alpes Maritimae · Alpes Poeninae · Arabia Petraea · Armenia Inferior · Asia · Britannia · Cappadocia · Cilicia · Corsica · Creta · Cyprus · Cyrenaica · Dacia · Dalmatia · Epirus · Galatia · Gallia (Aquitania · Belgica · Lugdunensis · Narbonensis) · Germania (Inferior · Superior) · Hispania (Baetica · Lusitania · Tarraconensis) · Italia · Iudaea · Lycaeonia · Lycia · Macedonia · Mauretania (Caesariensis · Tingitana) · Moesië (Inferior · Superior) · Noricum · Numidia · Pannonia (Inferior · Superior) · Pamphylia · Pisidia · Pontus et Bithynia · Raetia · Sardinia · Sicilia · Syria · Thracia

Tijdelijke bezettingen: Germania (7-9 n.Chr.) · Armenia (114-117 n.Chr.) · Assyria (116-117 n.Chr.) · Mesopotamia (115-117 n.Chr.)